# Nati nel 1986/Ottobre
| Questa pagina contiene informazioni ricavate automaticamente dalle voci biografiche con l'ausilio del template Bio e di un bot. L'aggiornamento è periodico e automatico e ricostruisce completamente la pagina. Se manca una persona in questa lista, sei pregato di non aggiungerla, ma accertati piuttosto che la sua voce biografica contenga il template Bio e che i dati anagrafici siano correttamente compilati. Se il template Bio manca, inseriscilo tu stesso o, in alternativa, metti l'avviso {{tmp\|Bio}} che ne segnala la mancanza. Se i dati riportati sono sbagliati, correggi direttamente la voce biografica; le modifiche saranno visibili in questa lista entro pochi giorni. Per chiarimenti vedi il progetto biografie. La lista contiene solo le 438 persone che sono citate nell'enciclopedia e per le quali è stato implementato correttamente il template Bio. Pagina aggiornata al 18 ago 2025. |

- 1º ottobre - Brian Asbury, ex cestista statunitense
- 1º ottobre - Abdelouahed Chakhsi, ex calciatore marocchino
- 1º ottobre - Nejmeddin Daghfous, ex calciatore tedesco
- 1º ottobre - Elton Doku, ex calciatore albanese
- 1º ottobre - Carl Finnigan, ex calciatore inglese
- 1º ottobre - Sayaka Kanda, cantante, attrice e doppiatrice giapponese († 2021)
- 1º ottobre - Leif Niclasen, ex calciatore faroese
- 1º ottobre - Trent Plaisted, ex cestista statunitense
- 1º ottobre - Kalyna Roberge, pattinatrice di short track canadese
- 1º ottobre - Prashanth Sellathurai, ginnasta australiano
- 1º ottobre - Jurnee Smollett, attrice statunitense
- 1º ottobre - Ricardo Vaz Tê, ex calciatore portoghese
- 2 ottobre - Camilla Belle, attrice statunitense
- 2 ottobre - Filip Berg, attore svedese
- 2 ottobre - Kiko Casilla, ex calciatore spagnolo
- 2 ottobre - Mitchell Docker, ex ciclista su strada e pistard australiano
- 2 ottobre - Nelson Henriques, canoista angolano
- 2 ottobre - Sebastián Hernández, calciatore colombiano
- 2 ottobre - Maurice Leggett, giocatore di football americano statunitense
- 2 ottobre - Zachary Pollari, ex giocatore di football americano canadese
- 2 ottobre - Markus Riva, cantante e conduttore televisivo lettone
- 2 ottobre - Sandra Sigurðardóttir, calciatrice islandese
- 2 ottobre - Maxime Tissot, allenatore di sci alpino e ex sciatore alpino francese
- 2 ottobre - Olivio da Rosa, calciatore brasiliano
- 3 ottobre - Lanifa Camara, ex calciatore guineano
- 3 ottobre - Papú, giocatore di calcio a 5 brasiliano
- 3 ottobre - Patrice Feussi, ex calciatore camerunese
- 3 ottobre - Dominic Hanselmann, ex giocatore di football americano tedesco
- 3 ottobre - Adrian Mariappa, calciatore giamaicano
- 3 ottobre - Jackson Martínez, ex calciatore e cantante colombiano
- 3 ottobre - Adrián Martínez, ex giocatore di calcio a 5 spagnolo
- 3 ottobre - Marcos Melgarejo, calciatore paraguaiano
- 3 ottobre - Kyle Nelson, giocatore di football americano statunitense
- 3 ottobre - Tamar Novas, attore spagnolo
- 3 ottobre - Andy San Dimas, ex attrice pornografica statunitense
- 3 ottobre - Joonas Suotamo, attore e ex cestista finlandese
- 3 ottobre - Malakai Tiwa, calciatore figiano
- 4 ottobre - Nisha Adhikari, attrice e modella nepalese
- 4 ottobre - Gérald Dondon, calciatore francese
- 4 ottobre - Stephen Fife, giocatore di baseball statunitense
- 4 ottobre - Sara Forestier, attrice francese
- 4 ottobre - Giacomo Fundarò, giocatore di poker italiano
- 4 ottobre - Shin Yung-suk, pallavolista sudcoreano
- 4 ottobre - Stanislav Šimin, pallavolista serbo
- 4 ottobre - Simon Sjödin, nuotatore svedese
- 4 ottobre - Lauren Underwood, politica statunitense
- 4 ottobre - Nina Vislova, giocatrice di badminton russa
- 4 ottobre - Yuridia, cantante messicana
- 5 ottobre - Hamad Al-Enezi, calciatore kuwaitiano
- 5 ottobre - Elmir Alimzhanov, schermidore kazako
- 5 ottobre - Celson João Barros Costa, ex calciatore angolano
- 5 ottobre - Mladen Bartulović, allenatore di calcio e ex calciatore croato
- 5 ottobre - Vladimir Bogdanović, ex calciatore serbo
- 5 ottobre - Rui Alberto Faria da Costa, ciclista su strada portoghese
- 5 ottobre - Dominic James, ex cestista statunitense
- 5 ottobre - Nikita Kurbanov, cestista russo
- 5 ottobre - Paweł Leończyk, cestista polacco
- 5 ottobre - Jun Masuo, attore, modello e musicista giapponese
- 5 ottobre - Tanner Roark, giocatore di baseball statunitense
- 5 ottobre - Novica Veličković, ex cestista serbo
- 5 ottobre - Joaquin Wilde, wrestler statunitense
- 6 ottobre - Emin Əhmədov, lottatore azero
- 6 ottobre - Kirill Antjuch, bobbista russo
- 6 ottobre - Adil Auassar, ex calciatore olandese
- 6 ottobre - Chahir Belghazouani, ex calciatore francese
- 6 ottobre - Irina Bliznova, ex pallamanista russa
- 6 ottobre - Luciano Civelli, ex calciatore argentino
- 6 ottobre - Fabiana Costi, calciatrice italiana
- 6 ottobre - Luisa D'Oliveira, attrice canadese
- 6 ottobre - Vera Duševina, ex tennista russa
- 6 ottobre - Nic Harris, ex giocatore di football americano e attore statunitense
- 6 ottobre - Marion Josserand, ex sciatrice alpina e sciatrice freestyle francese
- 6 ottobre - Tereza Kerndlová, cantante e ballerina ceca
- 6 ottobre - Adam Kokoszka, ex calciatore polacco
- 6 ottobre - Bruno Oscar Schmidt, giocatore di beach volley brasiliano
- 6 ottobre - Cody Sorensen, bobbista canadese
- 6 ottobre - Richard Soumah, ex calciatore francese
- 6 ottobre - Olivia Thirlby, attrice statunitense
- 6 ottobre - Yoo Ah-in, attore sudcoreano
- 7 ottobre - Nicandro Breeveld, ex calciatore surinamese
- 7 ottobre - Jairus Byrd, ex giocatore di football americano statunitense
- 7 ottobre - Chase Daniel, giocatore di football americano statunitense
- 7 ottobre - Kaitlyn, wrestler e culturista statunitense
- 7 ottobre - Chalermpong Kerdkaew, calciatore thailandese
- 7 ottobre - Nelson Sale Kilifa, calciatore salomonese
- 7 ottobre - Roguy Méyé, calciatore gabonese
- 7 ottobre - Lee Nguyen, ex calciatore statunitense
- 7 ottobre - Gunnar Nielsen, calciatore faroese
- 7 ottobre - Bree Olson, ex attrice pornografica e attrice statunitense
- 7 ottobre - A.J. Price, ex cestista statunitense
- 7 ottobre - Álex Quillo, ex calciatore spagnolo
- 7 ottobre - Holland Roden, attrice statunitense
- 7 ottobre - Mako Sakurai, doppiatrice giapponese
- 7 ottobre - Ariadna Sintes, attrice spagnola
- 7 ottobre - Amber Stevens, attrice e modella statunitense
- 7 ottobre - Robert Strauß, ex calciatore tedesco
- 7 ottobre - Tom Van Grieken, politico belga
- 7 ottobre - Vũ Thị Hương, ex velocista vietnamita
- 7 ottobre - Dicoy Williams, ex calciatore giamaicano
- 7 ottobre - John Wilson, regista, sceneggiatore e produttore cinematografico statunitense
- 7 ottobre - Emmanuel Zapata, pentatleta argentino
- 7 ottobre - Amaral, ex calciatore brasiliano
- 8 ottobre - Will Brooks, artista marziale misto statunitense
- 8 ottobre - Fabrizio Cacciatore, allenatore di calcio e ex calciatore italiano
- 8 ottobre - Édgar Castillo, ex calciatore messicano
- 8 ottobre - Flavio Di Muro, politico italiano
- 8 ottobre - Camilla Herrem, pallamanista norvegese
- 8 ottobre - Osas Saha, calciatore nigeriano
- 8 ottobre - Francisco Montañés, ex calciatore spagnolo
- 8 ottobre - Michael Obiora, attore e sceneggiatore britannico
- 8 ottobre - Michele Sepe, rugbista a 15 italiano
- 8 ottobre - Mario Sonnleitner, allenatore di calcio e ex calciatore austriaco
- 9 ottobre - Christopher Beckmann, ex sciatore alpino statunitense
- 9 ottobre - Gonçalo Brandão, ex calciatore portoghese
- 9 ottobre - Stéfi Celma, attrice e cantante francese
- 9 ottobre - Kristoffer Fagercrantz, ex calciatore svedese
- 9 ottobre - Irina Gordeeva, altista russa
- 9 ottobre - Jessica Hewitt, pattinatrice di short track canadese
- 9 ottobre - Blagoj Ivanov, artista marziale misto bulgaro
- 9 ottobre - Jordan Johnson, calciatore anglo-verginiano
- 9 ottobre - Shane Lawal, ex cestista nigeriano
- 9 ottobre - Li Chunyu, ex calciatore cinese
- 9 ottobre - Laure Manaudou, ex nuotatrice francese
- 9 ottobre - Tim Markström, ex calciatore svedese
- 9 ottobre - Nikita Šabalkin, ex cestista russo
- 9 ottobre - Mickey Shuler Jr., giocatore di football americano statunitense
- 9 ottobre - Marin Vidošević, ex calciatore croato
- 9 ottobre - Daryl Washington, giocatore di football americano statunitense
- 9 ottobre - Stéphane Zubar, calciatore francese
- 10 ottobre - Shimon Abuhatzira, ex calciatore israeliano
- 10 ottobre - Navion Boyd, ex calciatore giamaicano
- 10 ottobre - Vadim Demidov, ex calciatore norvegese
- 10 ottobre - Ezequiel Garay, ex calciatore argentino
- 10 ottobre - Lucy Griffiths, attrice britannica
- 10 ottobre - Murthel Groenhart, kickboxer olandese
- 10 ottobre - Ahmad al-Hamarsheh, cestista giordano
- 10 ottobre - Mamadou Kassé Hann, ostacolista e velocista senegalese
- 10 ottobre - Ozan İpek, calciatore turco
- 10 ottobre - Saihou Jagne, ex calciatore gambiano
- 10 ottobre - Nathan Jawai, cestista australiano
- 10 ottobre - Meddie Kagere, calciatore ruandese
- 10 ottobre - Dzmitryj Kamaroŭski, allenatore di calcio e ex calciatore bielorusso
- 10 ottobre - Stephanie Labbé, calciatrice canadese
- 10 ottobre - Andrew McCutchen, giocatore di baseball statunitense
- 10 ottobre - Motta, cantautore, compositore e produttore discografico italiano
- 10 ottobre - Pierre Rolland, ex ciclista su strada francese
- 10 ottobre - Dzmitryj Verchaŭcoŭ, allenatore di calcio e ex calciatore bielorusso
- 10 ottobre - Ellen Andrea Wang, bassista, contrabbassista e compositore norvegese
- 10 ottobre - Lawrie Wilson, ex calciatore inglese
- 11 ottobre - Stefano Marchetti, hockeista su ghiaccio italiano
- 11 ottobre - Henry Melton, giocatore di football americano statunitense
- 11 ottobre - Selma M'Nasria, ex cestista tunisina
- 11 ottobre - David Mendes Silva, calciatore capoverdiano
- 12 ottobre - Tyler Blackburn, attore e cantante statunitense
- 12 ottobre - Éverton Santos, ex calciatore brasiliano
- 12 ottobre - Niccolò Gitto, pallanuotista italiano
- 12 ottobre - Aynalem Hailu, ex calciatore etiope
- 12 ottobre - Christa Harmotto, ex pallavolista statunitense
- 12 ottobre - Kryštof Krýzl, sciatore alpino ceco
- 12 ottobre - Sergej Lisunov, pallanuotista russo
- 12 ottobre - Giannīs Maniatīs, ex calciatore greco
- 12 ottobre - Lino Marzorati, ex calciatore italiano
- 12 ottobre - Samir Mekdad, cestista francese
- 12 ottobre - Kirk Palmer, nuotatore australiano
- 12 ottobre - Sergio Peter, ex calciatore tedesco
- 12 ottobre - Boi-1da, produttore discografico e beatmaker canadese
- 12 ottobre - Cristhian Stuani, calciatore uruguaiano
- 12 ottobre - Sheriff Suma, ex calciatore sierraleonese
- 12 ottobre - Damien Udeh, ex calciatore nigeriano
- 12 ottobre - Michael Woods, ciclista su strada e ex mezzofondista canadese
- 13 ottobre - Gabriel Agbonlahor, ex calciatore inglese
- 13 ottobre - Adán Balbín, calciatore peruviano
- 13 ottobre - Carlos Banteaux Suárez, pugile cubano
- 13 ottobre - Isabella Boylston, danzatrice statunitense
- 13 ottobre - Raquel Lee, attrice statunitense
- 13 ottobre - Gilberto Pavan, ex rugbista a 15 e allenatore di rugby a 15 italiano
- 13 ottobre - Riccardo Pavan, ex rugbista a 15 italiano
- 13 ottobre - Sergio Pérez Moya, ex calciatore messicano
- 13 ottobre - Laura Schiavone, canottiera italiana
- 13 ottobre - Pavlo Tymoščenko, pentatleta ucraino
- 13 ottobre - Martin Tóth, calciatore slovacco
- 13 ottobre - Srđan Vidaković, calciatore croato
- 13 ottobre - Kit Weyman, attore canadese
- 14 ottobre - Muhannad Assiri, ex calciatore saudita
- 14 ottobre - Jean-Sylvain Babin, calciatore francese
- 14 ottobre - Kelly-Ann Baptiste, velocista trinidadiana
- 14 ottobre - Friederike Becht, attrice tedesca
- 14 ottobre - Luis Bethelmy, cestista venezuelano
- 14 ottobre - Eduardo Borges, giocatore di calcio a 5 brasiliano
- 14 ottobre - Mireia Borrás, politica e imprenditrice spagnola
- 14 ottobre - Nicolás Celis, produttore cinematografico messicano
- 14 ottobre - Anastasija Docenko, ex fondista russa
- 14 ottobre - Mike Frantz, calciatore tedesco
- 14 ottobre - Henrique Adriano Buss, ex calciatore brasiliano
- 14 ottobre - San Yu Htwe, arciera birmana
- 14 ottobre - Azusa Iwashimizu, calciatrice giapponese
- 14 ottobre - Joël Kimwaki, ex calciatore congolese (Repubblica Democratica del Congo)
- 14 ottobre - Oldřiška Marešová, altista ceca
- 14 ottobre - Wesley Matthews, cestista statunitense
- 14 ottobre - Joslain Mayebi, calciatore camerunese
- 14 ottobre - Iveta Mukuchyan, cantante e modella armena
- 14 ottobre - Thomas Schönberger, calciatore austriaco
- 14 ottobre - Skyler Shaye, attrice statunitense
- 14 ottobre - Alisha Tatham, ex cestista canadese
- 14 ottobre - Steven Tronet, ex ciclista su strada francese
- 15 ottobre - Nolito, ex calciatore spagnolo
- 15 ottobre - Andrea Amelio, ex pallanuotista italiano
- 15 ottobre - Janni Arnth Jensen, ex calciatrice danese
- 15 ottobre - Nina Kraviz, disc jockey, produttrice discografica e cantante russa
- 15 ottobre - Connor Barwin, dirigente sportivo e ex giocatore di football americano statunitense
- 15 ottobre - Marco Bonadei, attore e regista teatrale italiano
- 15 ottobre - Emily Cross, schermitrice statunitense
- 15 ottobre - Ali Fazal, attore indiano
- 15 ottobre - Paul Harris, cestista statunitense
- 15 ottobre - Paul Walter Hauser, attore e comico statunitense
- 15 ottobre - Carlo Janka, ex sciatore alpino svizzero
- 15 ottobre - Lee Dong-hae, cantautore, ballerino e attore sudcoreano
- 15 ottobre - Rosa María Ojeda, modella messicana
- 15 ottobre - Aleksandra Sadovnikova, pentatleta russa
- 15 ottobre - Marie Sebag, scacchista francese
- 15 ottobre - Dominik Stehle, ex sciatore alpino tedesco
- 15 ottobre - Self Esteem, cantante britannica
- 15 ottobre - Marcel de Jong, ex calciatore canadese
- 16 ottobre - A.J. Abrams, ex cestista statunitense
- 16 ottobre - Inna, cantante rumena
- 16 ottobre - Franco Armani, calciatore argentino
- 16 ottobre - Derk Boerrigter, ex calciatore olandese
- 16 ottobre - Jala Brat, rapper e produttore discografico bosniaco
- 16 ottobre - Bart Buysse, ex calciatore belga
- 16 ottobre - Fouad Chafik, ex calciatore francese
- 16 ottobre - Alozie Michael Chidi, ex calciatore nigeriano
- 16 ottobre - Éva Csernoviczki, judoka ungherese
- 16 ottobre - Mario Franzoni, ex hockeista su pista italiano
- 16 ottobre - Dominykas Galkevičius, ex calciatore lituano
- 16 ottobre - Rajab Hamza, calciatore tanzaniano
- 16 ottobre - Jordan Larson, pallavolista e allenatrice di pallavolo statunitense
- 16 ottobre - Brady Leman, ex sciatore freestyle e sciatore alpino canadese
- 16 ottobre - Craig Pickering, velocista e bobbista britannico
- 16 ottobre - Samuel Pizzetti, ex nuotatore italiano
- 16 ottobre - Pam Rosanio, ex cestista statunitense
- 17 ottobre - Alexandre Bonnet, calciatore francese
- 17 ottobre - Toni Bou, pilota motociclistico spagnolo
- 17 ottobre - Sarah Bouhaddi, calciatrice francese
- 17 ottobre - Aija Brumermane, cestista lettone
- 17 ottobre - Ivan Catalano, politico italiano
- 17 ottobre - Sam Foley, calciatore inglese
- 17 ottobre - Luis Tinoco, ex calciatore portoghese
- 17 ottobre - Simon Harris, politico irlandese
- 17 ottobre - Michael de Leeuw, calciatore olandese
- 17 ottobre - Mudimbi, rapper e cantautore italiano
- 17 ottobre - Neve, artista italiano
- 17 ottobre - Nicolás Richotti, cestista argentino
- 17 ottobre - Roberto Sawyers, martellista costaricano
- 17 ottobre - Marcedes Walker, ex cestista statunitense
- 17 ottobre - Constant Djakpa, ex calciatore ivoriano
- 18 ottobre - Petar Jelić, ex calciatore bosniaco
- 18 ottobre - Alex Mechanik, montatore, regista e sceneggiatore statunitense
- 18 ottobre - Angelika Rainer, arrampicatrice italiana
- 18 ottobre - Polly Scattergood, cantautrice britannica
- 19 ottobre - Joel Carli, allenatore di calcio e ex calciatore argentino
- 19 ottobre - Mourad el-Mabrouk, cestista tunisino
- 19 ottobre - Nuno Henrique Gonçalves Nogueira, ex calciatore portoghese
- 19 ottobre - Monday James, ex calciatore nigeriano
- 19 ottobre - Shaun Williams, calciatore irlandese
- 20 ottobre - Ezequiel Cérica, calciatore argentino
- 20 ottobre - Diogo Antunes de Oliveira, ex calciatore brasiliano
- 20 ottobre - Kei Ikeda, ex calciatore giapponese
- 20 ottobre - Reggie Larry, ex cestista statunitense
- 20 ottobre - Ian O'Leary, ex cestista statunitense
- 20 ottobre - Vladislav Jur'evič Rjazancev, politico russo
- 20 ottobre - Sorin Strătilă, calciatore rumeno
- 20 ottobre - Dominique Sutton, cestista statunitense
- 20 ottobre - Sonam Tenzing, calciatore bhutanese
- 20 ottobre - Michal Šmíd, ex calciatore ceco
- 21 ottobre - Almen Abdi, ex calciatore svizzero
- 21 ottobre - Mimosa Campironi, attrice, cantautrice e compositrice italiana
- 21 ottobre - Erica Caracciolo, ex cestista italiana
- 21 ottobre - Christian Caruana, ex calciatore maltese
- 21 ottobre - Brad Cole, hockeista su ghiaccio canadese
- 21 ottobre - Solomon Elimimian, giocatore di football americano nigeriano
- 21 ottobre - Benjamin Pipes, pallavolista inglese
- 21 ottobre - Edemir Rodríguez, calciatore boliviano
- 21 ottobre - Andreya Triana, cantautrice britannica
- 21 ottobre - Christopher Uckermann, cantante e attore messicano
- 21 ottobre - Milan Vilotić, ex calciatore serbo
- 22 ottobre - Murat Akın, dirigente sportivo e ex calciatore turco
- 22 ottobre - Hugo Bargas, calciatore francese
- 22 ottobre - Abdelfettah Boukhriss, calciatore marocchino
- 22 ottobre - Laure Boulleau, ex calciatrice francese
- 22 ottobre - Jimmy Bulus, ex calciatore nigerino
- 22 ottobre - Irene Dionisio, regista e sceneggiatrice italiana
- 22 ottobre - Paul Dixon, calciatore scozzese
- 22 ottobre - Shaun Francis, ex calciatore giamaicano
- 22 ottobre - Kyle Gallner, attore statunitense
- 22 ottobre - José Granados, calciatore venezuelano
- 22 ottobre - Marlène Harnois, taekwondoka canadese
- 22 ottobre - Kelly Jampu, calciatore papuano
- 22 ottobre - Stefanie Karg, ex pallavolista tedesca
- 22 ottobre - Lajos Kürthy, pesista e discobolo ungherese
- 22 ottobre - Mama Marjas, cantante italiana
- 22 ottobre - Ștefan Radu, ex calciatore rumeno
- 22 ottobre - Chris Rusin, giocatore di baseball statunitense
- 22 ottobre - Akihiro Satō, ex calciatore giapponese
- 22 ottobre - Lennart Stekelenburg, ex nuotatore olandese
- 22 ottobre - Welliton, ex calciatore brasiliano
- 23 ottobre - Konomi Asazu, bobbista giapponese
- 23 ottobre - Emilia Clarke, attrice britannica
- 23 ottobre - Ludovica De Caro, doppiatrice italiana
- 23 ottobre - Briana Evigan, attrice, ballerina e cantante statunitense
- 23 ottobre - Fan Ye, ex ginnasta cinese
- 23 ottobre - Joseph Kamwendo, ex calciatore malawiano
- 23 ottobre - Valerij Lichodej, cestista russo
- 23 ottobre - Kathleen MacLeod, cestista australiana
- 23 ottobre - Jirí Mádl, attore cinematografico, regista e sceneggiatore ceco
- 23 ottobre - Julija Prokopčuk, ex tuffatrice ucraina
- 23 ottobre - Jovanka Radičević, pallamanista montenegrina
- 23 ottobre - Mario Reiter, calciatore austriaco
- 23 ottobre - Roberto Riva, pattinatore artistico a rotelle italiano
- 23 ottobre - Josh Strauss, rugbista a 15 sudafricano
- 23 ottobre - Jessica Stroup, attrice e modella statunitense
- 24 ottobre - Franziska Bertels, bobbista tedesca
- 24 ottobre - Federico Bocchia, ex nuotatore italiano
- 24 ottobre - Vitalij Buc, ex ciclista su strada ucraino
- 24 ottobre - Niko Bungert, ex calciatore tedesco
- 24 ottobre - Dániel Böde, calciatore ungherese
- 24 ottobre - Alejandro Donatti, calciatore argentino
- 24 ottobre - Drake, rapper, cantautore e produttore discografico canadese
- 24 ottobre - Olivier Siegelaar, canottiere olandese
- 24 ottobre - Pedro Pablo Hernández, calciatore argentino
- 24 ottobre - Larissa Hofer, ex sciatrice alpina italiana
- 24 ottobre - Oliver Jackson-Cohen, attore e modello britannico
- 24 ottobre - Anna Lapuščenkova, tennista russa
- 24 ottobre - Tihomir Novak, giocatore di calcio a 5 croato
- 24 ottobre - Nobuhiko Okamoto, doppiatore giapponese
- 24 ottobre - Johan Oremo, calciatore svedese
- 24 ottobre - John Ruddy, calciatore inglese
- 24 ottobre - Ihar Šytaŭ, ex calciatore bielorusso
- 24 ottobre - Evelyn Vicchiarello, giocatrice di calcio a 5 e ex calciatrice italiana
- 25 ottobre - Tweety Carter, ex cestista statunitense
- 25 ottobre - Roger Espinoza, ex calciatore honduregno
- 25 ottobre - Eddie Gaven, ex calciatore statunitense
- 25 ottobre - Rhiannon Jeffrey, ex nuotatrice statunitense
- 25 ottobre - Chris Katjiukua, calciatore namibiano
- 25 ottobre - Jonathan Núñez, calciatore cileno
- 25 ottobre - Kristian Sarkies, ex calciatore australiano
- 25 ottobre - Garret Siler, ex cestista statunitense
- 25 ottobre - Giacomo Strafforello, pallanuotista italiano
- 25 ottobre - Alejandro Miguel Sánchez, calciatore argentino
- 25 ottobre - Ekaterina Šumilova, ex biatleta russa
- 26 ottobre - Natal'ja Burdyga, ex biatleta russa
- 26 ottobre - Diego Calderón, ex calciatore ecuadoriano
- 26 ottobre - Francesco De Luca, pallavolista italiano
- 26 ottobre - Dotan, cantautore, polistrumentista e produttore discografico israeliano
- 26 ottobre - Émilie Fournel, canoista canadese
- 26 ottobre - Mario Gazolli, giocatore di calcio a 5 paraguaiano
- 26 ottobre - Uwe Gensheimer, ex pallamanista e dirigente sportivo tedesco
- 26 ottobre - James Gist, cestista statunitense
- 26 ottobre - Muhammad Halim, ex triplista e lunghista americo-verginiano
- 26 ottobre - Jordane Hauert, ex hockeista su ghiaccio svizzero
- 26 ottobre - Erik Jendrišek, calciatore slovacco
- 26 ottobre - Aidis Kruopis, ex ciclista su strada lituano
- 26 ottobre - Maximiliano Pérez, ex calciatore argentino
- 26 ottobre - René Rast, pilota automobilistico tedesco
- 26 ottobre - Marco Ruben, ex calciatore argentino
- 26 ottobre - Jakub Rzeźniczak, ex calciatore polacco
- 26 ottobre - Naim Šarifi, ex calciatore tagiko
- 26 ottobre - Schoolboy Q, rapper statunitense
- 26 ottobre - Ralph Spirk, ex calciatore austriaco
- 26 ottobre - Stephanie Vander Werf, modella panamense
- 27 ottobre - Karl Max Barthélémy, calciatore ciadiano
- 27 ottobre - Chris Butler, hockeista su ghiaccio statunitense
- 27 ottobre - Dickson Chumba, maratoneta keniota
- 27 ottobre - Anna Cruz, ex cestista spagnola
- 27 ottobre - Erica Dasher, attrice statunitense
- 27 ottobre - Christine Evangelista, attrice statunitense
- 27 ottobre - Alba Flores, attrice spagnola
- 27 ottobre - Harold Langen, canottiere olandese
- 27 ottobre - Crystal Langhorne, ex cestista statunitense
- 27 ottobre - Inbar Lavi, attrice israeliana
- 27 ottobre - Shalee Lehning, ex cestista e allenatrice di pallacanestro statunitense
- 27 ottobre - Bryan Money, musicista e cantante statunitense
- 27 ottobre - Jon Niese, giocatore di baseball statunitense
- 27 ottobre - Furkan Palalı, attore, modello e ex cestista turco
- 27 ottobre - Matty Pattison, ex calciatore sudafricano
- 27 ottobre - Vijay Sundar Prashanth, tennista indiano
- 27 ottobre - Luis Alfonso Páez, ex calciatore colombiano
- 27 ottobre - Soufiane Touzani, giocoliere e ex giocatore di calcio a 5 olandese
- 27 ottobre - Dustin Watten, pallavolista statunitense
- 27 ottobre - Lou Williams, ex cestista statunitense
- 28 ottobre - Oleksandr Batal's'kyj, calciatore ucraino
- 28 ottobre - Kristina Bröring-Sprehe, cavallerizza tedesca
- 28 ottobre - May Calamawy, attrice egiziana
- 28 ottobre - Bianca Gascoigne, modella e personaggio televisivo britannica
- 28 ottobre - Anthony Griffith, ex calciatore montserratiano
- 28 ottobre - Shruti Haasan, attrice e cantante indiana
- 28 ottobre - Mario Holek, ex calciatore ceco
- 28 ottobre - Aditi Rao Hydari, attrice indiana
- 28 ottobre - Nikolaj Kovalëv, schermidore russo
- 28 ottobre - John Moffitt, ex giocatore di football americano statunitense
- 28 ottobre - Aki Toyosaki, attrice, doppiatrice e cantante giapponese
- 28 ottobre - Adrián Zamora, ex cestista statunitense
- 29 ottobre - Mekana Barnes, ex pallavolista statunitense
- 29 ottobre - Laurel Carter, ex sciatrice alpina statunitense
- 29 ottobre - René Elshaug, giocatore di calcio a 5 e calciatore norvegese
- 29 ottobre - One, fumettista giapponese
- 29 ottobre - Evgenij Osipov, calciatore russo
- 29 ottobre - Wallace Fernando Pereira, ex calciatore brasiliano
- 29 ottobre - Italia Ricci, attrice canadese
- 29 ottobre - Myriam Soumaré, ex velocista francese
- 29 ottobre - Derek Theler, attore e modello statunitense
- 29 ottobre - Tina Yuzuki, attrice e attrice pornografica giapponese
- 29 ottobre - Yannick Zachée, ex cestista francese
- 29 ottobre - The Leading Guy, cantautore italiano
- 30 ottobre - Hiba Abouk, attrice spagnola
- 30 ottobre - Sebastián Crismanich, taekwondoka argentino
- 30 ottobre - Adam Gibson, ex cestista australiano
- 30 ottobre - Keylen Gregory, ex cestista americo-verginiano
- 30 ottobre - Yuka Katō, ex nuotatrice giapponese
- 30 ottobre - Margareta Kozuch, giocatrice di beach volley e ex pallavolista tedesca
- 30 ottobre - Alexander Lundh, pilota motociclistico svedese
- 30 ottobre - Thomas Morgenstern, ex saltatore con gli sci austriaco
- 30 ottobre - Michelle Pavão, pallavolista brasiliana
- 30 ottobre - Monique Pavão, pallavolista brasiliana
- 30 ottobre - Peter Pekarík, calciatore slovacco
- 30 ottobre - Ryan Reid, cestista statunitense († 2025)
- 30 ottobre - Atsushi Tsuji, giocatore di football americano giapponese
- 30 ottobre - Tamera Young, ex cestista statunitense
- 31 ottobre - Stéphanie Dubois, ex tennista canadese
- 31 ottobre - Bobby Frasor, ex cestista, allenatore di pallacanestro e dirigente sportivo statunitense
- 31 ottobre - Iyanya, cantante nigeriano
- 31 ottobre - Dominic Klemme, ex ciclista su strada tedesco
- 31 ottobre - Sean Paul Lockhart, ex attore pornografico e attore cinematografico statunitense
- 31 ottobre - Nicola Madonna, ex calciatore italiano
- 31 ottobre - Stefano Rapone, comico, autore televisivo e personaggio televisivo italiano
- 31 ottobre - Shona Rubens, ex sciatrice alpina canadese
- 31 ottobre - Samvrutha Sunil, attrice indiana
- 31 ottobre - Germán Sánchez Barahona, calciatore spagnolo
- 31 ottobre - Elsad Zverotić, dirigente sportivo e ex calciatore montenegrino